# 林泽兰
林泽兰（学名：Eupatorium lindleyanum）别名“尖佩兰”或“白鼓钉”，是一种菊科泽兰属的植物。分布在俄罗斯、朝鲜、日本以及中国大陆（除新疆外）等地，生长于海拔200米至2,600米的地区，多生长于林下湿地、山谷阴处水湿地或草原上。

## 变种
- 无腺林泽兰（学名：Eupatorium lindleyanum var. eglandulosum）为菊科泽兰属下的一个变种。
- Eupatorium lindleyanum DC. var. trifoliolatum Makino